# 두 번은 없다
《두 번은 없다》는 2019년 11월 2일부터 2020년 3월 7일까지 방송했던 MBC 주말 특별 기획 드라마로 MBC 주말 특별 기획 드라마는 해당 프로그램을 마지막으로 폐지됐다.

## 기획 의도
서울 한복판의 오래된 낙원여인숙에 모여든 투숙객들이 인생에 두 번은 없다를 외치며 실패와 상처를 딛고 재기를 꿈꾸는 유쾌, 상쾌, 통쾌한 사이다 도전기를 담은 드라마

## 등장 인물

### 주요 인물
- 윤여정 : 복막례(74세) 역 - 낙원여인숙의 CEO이자 투숙객들의 대모, 거복의 첫사랑
- 박세완: 금박하(23세) 역 - 낙원여인숙 4호실 투숙객, 열무의 엄마로 싱글맘, 해준의 연인. 도희의 수행 비서 → 세차장 직원 → 구성호텔 도어맨, 수험생
- 곽동연 : 나해준(26세) 역 - 구성호텔 나 회장의 손자, 인숙의 아들, 박하의 연인. 구성호텔 경영 본부장 → 무직[1] → 스타트업 회사 'AH' 대표
- 오지호 : 감풍기(45세) 역 - 낙원여인숙 5호실 투숙객, 구성호텔 골프클럽 티칭 프로, 제비 → 은지의 연인 → 구성밸리CC 코치, 은지의 남편
- 예지원 : 방은지(47세) 역 - 낙원여인숙 6호실 투숙객, 골드미스코리아 선. 구성호텔 골프장 캐디, 왕삼의 연인 → 구성밸리CC 카운터 직원, 풍기의 아내
- 박아인 : 나해리(32세) 역 - 구성호텔 나 회장의 손녀, 도희의 딸, 구성호텔 마케팅 본부장. 우재의 연인 → 우재의 아내
- 송원석 : 김우재(34세) 역 - 낙원여인숙 3호실 투숙객, 프로골프 선수, 해리의 연인 → 구성호텔 청소년 골프클럽 지도자, 해리의 남편

### 낙원여인숙
- 주현 : 최거복(75세) 역 - 낙원여인숙 1호실 투숙객, 막례의 첫사랑, 노스스카이 회장(영어 이름 : 에드워드 초이)
- 정석용 : 최만호(52세) 역 - 낙원여인숙 2호실 투숙객, 금희의 남편. 구성호텔 베이커리 쉐프 → 베이커리 사장 → 복직
- 고수희 : 양금희(43세) 역 - 낙원여인숙 2호실 투숙객, 만호의 아내. 구성호텔 피부 관리사 → 베이커리 직원 → 치매 환자

### 구성호텔
- 한진희 : 나왕삼(72세) 역 - 구성호텔 창업자이자 회장. 은지의 연인 → 이별, 회장 해임 → 댄스학원 수강생
- 박준금 : 도도희(57세) 역 - 구성호텔 첫째 며느리이자 해리의 엄마, 미망인. 구성호텔 베이커리 책임자 → 총괄 크리에이터 → 수감자 → 전과자[2]
- 황영희 : 오인숙(55세) 역 - 구성호텔 둘째 며느리이자 해준의 엄마, 미망인. 구성갤러리 관장 → 수감자 → 전과자[3]
- 박건락 : 손병기 역 - 구성호텔 이사, 인숙의 심복
- 전여진 : 소지혜 역 - 구성갤러리 직원

### 그 외 인물
- 이서준 : 강진구 역 - 박하의 남편, 구성리조트 회계과 직원, 의문의 사고로 사망
- 김민지 : 소영 역 - 해준의 前 여친
- 연제훈 : 김동훈 역 - 소영의 예비 신랑
- 차민혁 : 경찰 역 - 박하를 체포하는 경찰
- 정구민 : 경찰 역 - 박하를 체포하는 경찰
- 전은미 : 골프 회원 역
- 김수현 : 김면정 역 - 거복의 큰며느리
- 민대식 : 김대섭 역 - 구성그룹 변호사
- 김광인 : 박 부장 역 - 노스스카이 직원
- 강문경 : 김관성 역 - 법무법인 유장 대표, 거복의 조력자(파라다이스 프로젝트)
- 박용진 : 우성균 역 - 회계법인 광복 대표, 거복의 조력자(파라다이스 프로젝트)
- 염정구 : 조영수 역 - 前 경찰서장, 거복의 조력자(파라다이스 프로젝트)
- 최인숙 : 김정미 역 - 前 문화체육관광부 차관, 거복의 조력자(파라다이스 프로젝트)
- 장연익 : 수인번호 2625 역 - 도희와 인숙의 감방 동기, 방장
- 이재은 : 수인번호 3057 역 - 도희와 인숙의 감방 동기
- 김미준 : 수인번호 3583 역 - 도희와 인숙의 감방 동기
- 이연선 : 왕삼네 가사 도우미 역
- 전세용 : 입시학원 수학강사역
- 유주은

### 특별 출연
- 허참 : MC 역 - 골드미스코리아 선발 대회 MC (12회)

## 시청률
최저 시청률과 최고 시청률은 시청률 조사회사와 지역별로 시청률에 차이가 있을 수 있습니다.
| 2019년      | 2019년      | 2019년         | 2019년         | 2019년       |
| 회차        | 방송일      | TNmS 시청률    | AGB 시청률     | AGB 시청률   |
| 회차        | 방송일      | 대한민국(전국) | 대한민국(전국) | 서울(수도권) |
| ----------- | ----------- | -------------- | -------------- | ------------ |
| 제1회       | 11월 2일    |                | 6.4%           | 6.2%         |
| 제2회       | 11월 2일    | 8.8%           | 9.1%           | 9.5%         |
| 제3회       | 11월 2일    | 7.0%           | 7.7%           | 8.3%         |
| 제4회       | 11월 2일    | 7.1%           | 7.8%           | 8.5%         |
| 제5회       | 11월 9일    |                | 5.5%           |              |
| 제6회       | 11월 9일    | 8.2%           | 7.9%           | 7.0%         |
| 제7회       | 11월 9일    | 7.8%           | 6.6%           | 5.9%         |
| 제8회       | 11월 9일    | 8.4%           | 7.1%           | 6.2%         |
| 제9회       | 11월 16일   |                | 5.0%           |              |
| 제10회      | 11월 16일   | 8.8%           | 8.2%           | 7.9%         |
| 제11회      | 11월 16일   | 8.4%           | 8.0%           | 7.8%         |
| 제12회      | 11월 16일   | 9.3%           | 9.4%           | 9.3%         |
| 제13회      | 11월 23일   |                | 6.2%           | 6.2%         |
| 제14회      | 11월 23일   | 8.5%           | 9.3%           | 8.7%         |
| 제15회      | 11월 23일   | 7.8%           | 7.8%           | 7.5%         |
| 제16회      | 11월 23일   | 7.8%           | 8.0%           | 7.7%         |
| 제17회      | 11월 30일   | 6.8%           | 6.3%           |              |
| 제18회      | 11월 30일   | 10.3%          | 9.5%           | 8.5%         |
| 제19회      | 11월 30일   | 9.3%           | 9.4%           | 8.3%         |
| 제20회      | 11월 30일   | 9.5%           | 9.6%           | 8.6%         |
| 제21회      | 12월 7일    |                | 7.5%           | 7.1%         |
| 제22회      | 12월 7일    |                | 9.9%           | 9.5%         |
| 제23회      | 12월 7일    |                | 9.9%           | 9.2%         |
| 제24회      | 12월 7일    |                | 11.3%          | 10.6%        |
| 제25회      | 12월 14일   |                | 5.6%           |              |
| 제26회      | 12월 14일   | 9.6%           | 8.8%           | 8.6%         |
| 제27회      | 12월 14일   | 9.0%           | 8.7%           | 8.4%         |
| 제28회      | 12월 14일   | 10.6%          | 10.0%          | 9.9%         |
| 제29회      | 12월 21일   |                | 6.4%           |              |
| 제30회      | 12월 21일   | 9.1%           | 9.2%           | 8.7%         |
| 제31회      | 12월 21일   | 7.7%           | 8.2%           | 7.8%         |
| 제32회      | 12월 21일   | 8.3%           | 9.0%           | 8.7%         |
| 제33회      | 12월 28일   | 6.7%           | 6.2%           | 6.1%         |
| 제34회      | 12월 28일   | 7.7%           | 8.2%           | 8.0%         |
| 제35회      | 12월 28일   | 7.3%           | 8.4%           | 8.4%         |
| 제36회      | 12월 28일   | 9.5%           | 11.0%          | 11.1%        |
| 2020년      |             |                |                |              |
| 제37회      | 1월 4일     | 8.3%           | 7.7%           | 7.6%         |
| 제38회      | 1월 4일     | 10.4%          | 10.6%          | 10.8%        |
| 제39회      | 1월 4일     | 9.3%           | 9.7%           | 9.8%         |
| 제40회      | 1월 4일     | 9.8%           | 10.3%          | 10.1%        |
| 제41회      | 1월 11일    | 7.8%           | 7.1%           | 6.5%         |
| 제42회      | 1월 11일    | 10.0%          | 8.7%           | 8.0%         |
| 제43회      | 1월 11일    | 8.7%           | 8.1%           | 7.4%         |
| 제44회      | 1월 11일    | 10.1%          | 9.2%           | 8.4%         |
| 제45회      | 1월 18일    | 7.2%           | 7.9%           | 7.7%         |
| 제46회      | 1월 18일    | 9.1%           | 10.3%          | 9.8%         |
| 제47회      | 1월 18일    | 7.8%           | 9.2%           | 8.8%         |
| 제48회      | 1월 18일    | 9.4%           | 10.4%          | 9.8%         |
| 제49회      | 2월 1일     |                | 7.1%           |              |
| 제50회      | 2월 1일     | 8.8%           | 8.8%           | 8.5%         |
| 제51회      | 2월 1일     | 8.5%           | 8.1%           | 8.2%         |
| 제52회      | 2월 1일     | 9.8%           | 9.5%           | 9.5%         |
| 제53회      | 2월 8일     |                | 7.8%           |              |
| 제54회      | 2월 8일     | 9.0%           | 9.8%           | 9.3%         |
| 제55회      | 2월 8일     | 7.9%           | 8.7%           | 8.6%         |
| 제56회      | 2월 8일     | 10.1%          | 10.2%          | 9.8%         |
| 제57회      | 2월 15일    | 8.5%           | 8.5%           | 7.9%         |
| 제58회      | 2월 15일    | 10.7%          | 11.1%          | 10.2%        |
| 제59회      | 2월 15일    | 10.0%          | 11.6%          | 11.2%        |
| 제60회      | 2월 15일    | 11.9%          | 13.2%          | 12.7%        |
| 제61회      | 2월 22일    | 9.0%           | 8.6%           | 7.9%         |
| 제62회      | 2월 22일    | 10.4%          | 10.7%          | 10.2%        |
| 제63회      | 2월 22일    | 10.3%          | 10.7%          | 10.5%        |
| 제64회      | 2월 22일    | 11.0%          | 11.5%          | 11.0%        |
| 제65회      | 2월 29일    | 7.9%           | 9.2%           | 8.7%         |
| 제66회      | 2월 29일    | 11.3%          | 12.4%          | 11.5%        |
| 제67회      | 2월 29일    | 10.4%          | 11.0%          | 10.1%        |
| 제68회      | 2월 29일    | 11.6%          | 11.8%          | 10.8%        |
| 제69회      | 3월 7일     | 9.3%           | 9.8%           | 9.2%         |
| 제70회      | 3월 7일     | 11.7%          | 12.2%          | 11.9%        |
| 제71회      | 3월 7일     | 10.7%          | 11.3%          | 11.3%        |
| 제72회      | 3월 7일     | 12.0%          | 12.7%          | 12.3%        |
| 평균 시청률 | 평균 시청률 | -              | 9.01%          | -            |

## 결방
- 2020년 1월 25일 : 설 특선 영화 《PMC: 더 벙커》 편성으로 인해 결방

## 수상 경력, 후보
| 연도 | 시상식                         | 부문                                    | 수상자 | 결과 |
| ---- | ------------------------------ | --------------------------------------- | ------ | ---- |
| 2019 | MBC 연기대상                   | 대상                                    | 예지원 | 후보 |
| 2019 | MBC 연기대상                   | 일일/주말 드라마 부문 남자 최우수연기상 | 오지호 | 후보 |
| 2019 | MBC 연기대상                   | 일일/주말 드라마 부문 여자 최우수연기상 | 예지원 | 수상 |
| 2019 | MBC 연기대상                   | 일일/주말 드라마 부문 남자 우수연기상   | 곽동연 | 후보 |
| 2019 | MBC 연기대상                   | 일일/주말 드라마 부문 여자 우수연기상   | 박세완 | 수상 |
| 2019 | MBC 연기대상                   | 일일/주말 드라마 부문 조연상            | 한진희 | 후보 |
| 2020 | 제7회 아시아태평양 스타 어워즈 | 연속극 부문 남자 우수연기상             | 곽동연 | 후보 |

## 참고 사항
- 구현숙 작가, 박준금은 MBC 주말 드라마 《백년의 유산》, KBS 2TV 주말 드라마 《월계수 양복점 신사들》에 이어 세 번째로 재회해 합류했다.
- 구현숙 작가, 윤여정, 한진희는 KBS 1TV 일일 드라마 《열아홉 순정》 이후 12년 10개월 만에 재회해 캐스팅 됐다.
- 박세완, 송원석은 TV조선 토일 드라마 《조선 생존기》 이후 두 번째로 재회해 캐스팅 됐다.
- 윤여정, 주현은 tvN 금토 드라마 《디어 마이 프렌즈》 이후 3년 4개월 만에 재회해 캐스팅 됐다.
- MBC 주말 특별 기획 드라마는 해당 프로그램을 마지막으로 폐지됐다.

## 같이 보기
- 대한민국의 텔레비전 드라마 목록 (ㄷ)
- 2019년 대한민국의 텔레비전 드라마 목록